# Алтияк
Алтияк (на френски: Altillac) е село в югозападна Франция, част от департамента Корез на регион Нова Аквитания. Населението му е около 861 души (2015).
Разположено е на 252 метра надморска височина в източния край на Аквитанската низина, на левия бряг на река Дордон и на 93 километра източно от Перигьо. Селището съществува от Каролингската епоха, когато е център на викариат.

## Известни личности
Родени в Алтияк
- Жан-Батист Антоан Марселен дьо Марбо (1782 – 1854), офицер